# Protracheoniscus digitifer
Protracheoniscus digitifer är en kräftdjursart som beskrevs av Borutzkii 1945. Protracheoniscus digitifer ingår i släktet Protracheoniscus och familjen Trachelipodidae. Inga underarter finns listade i Catalogue of Life.